# Primeur (agriculture)
Pour les articles homonymes, voir Primeur.

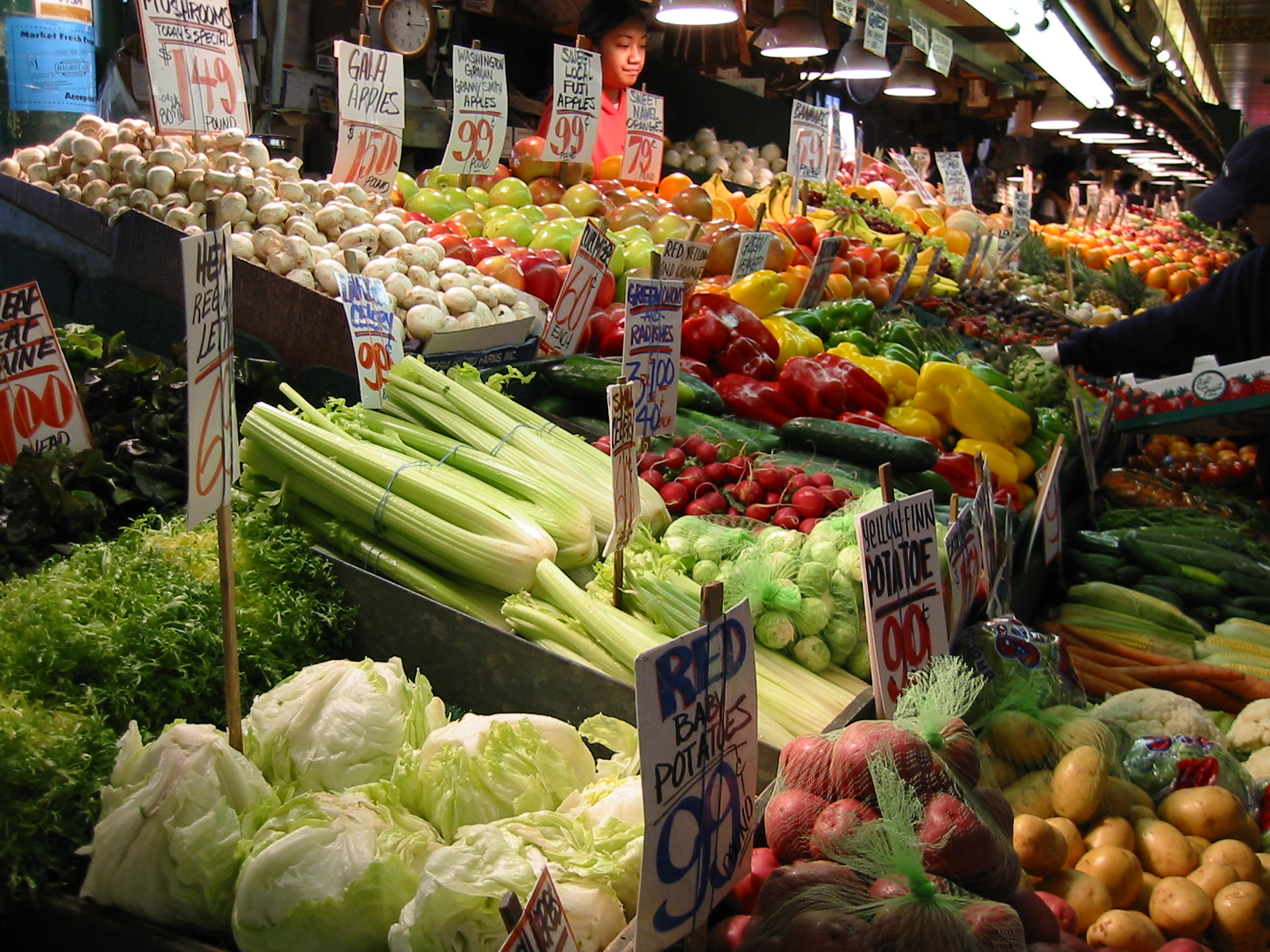
L'étal extrêmement diversifié de ce commerçant recèle peut-être quelques végétaux primeurs mais plus sûrement des végétaux de contre-saison.

Les primeurs sont les tout premiers végétaux (légumes, fruits, fleurs) récoltés dans la saison et obtenus naturellement.
Ces végétaux ont des caractéristiques gustatives appréciées car ils sont généralement plus « tendres », plus « fondants ».

## Détournements de définition
Certains commerçants détaillants et agriculteurs maraîchers parlent encore de « primeur » pour des productions forcées ou de contre-saison pour bénéficier de la réputation de qualité des végétaux primeurs mais la production se situe à plusieurs jours ou mois de la production de plein champ (cultures sans artifices).
Jean-Baptiste de La Quintinie, jardinier de Louis XIV, fut l'un des premiers à utiliser certaines techniques de culture pour produire des fruits et légumes en dehors de leur saison normale. Les techniques contemporaines de culture emploient les cultures sous serres, les cultures sur bâches, les cultures sous tunnels de plastique, etc.
À la suite de la création d'un marché auprès des consommateurs, beaucoup de maraîchers ont développé des techniques leur permettant d'intensifier leur production et de vendre à contre-saison.